# Everest: Beyond the Limit
Everest: Beyond the Limit is een realityserie van Discovery Channel over elf klimmers uit de hele wereld, die onder leiding van expeditieleider Russell Brice de top van de Mount Everest proberen te bereiken.
Er zijn in totaal 19 afleveringen opgenomen.

## Afleveringen
| Nummer | Titel                  | Eerste uitzending |
| ------ | ---------------------- | ----------------- |
| 1      | Summit Dreams          | 14 nov. 2006      |
| 2      | The Gatekeeper         | 21 nov. 2006      |
| 3      | To the Summit          | 28 nov. 2006      |
| 4      | Into the Death Zone    | 5 dec. 2006       |
| 5      | Mutiny on the Mountain | 12 dec. 2006      |
| 6      | The Final Cost         | 19 dec. 2006      |

| Nummer | Titel          | Eerste uitzending |
| ------ | -------------- | ----------------- |
| 1      | Dream Chasers  | 30 okt. 2007      |
| 2      | On the Ropes   | 6 nov. 2007       |
| 3      | Judgment Day   | 13 nov. 2007      |
| 4      | World Record   | 20 nov. 2007      |
| 5      | Long Way Down  | 27 nov. 2007      |
| 6      | The Death Zone | 4 dec. 2007       |
| 7      | Breaking Point | 11 dec. 2007      |
| 8      | Now or Never   | 18 dec. 2007      |

| Nummer | Titel               | Eerste uitzending |
| ------ | ------------------- | ----------------- |
| 1      | First Summit        | 27 dec. 2009      |
| 2      | Impossible Dream    | 27 dec. 2009      |
| 3      | Deadly Countdown    | 27 dec. 2009      |
| 4      | Death Zone Gridlock | 30 dec. 2009      |
| 5      | One Last Breath     | 30 dec. 2009      |